# نیکلاس اسکیاتیتیتس
نیکلاس اسکیاتیتیتس (یونانی: Νικόλαος Σκιαθίτης؛ زادهٔ ۱۱ سپتامبر ۱۹۸۱) قایقران روئینگ اهل یونان است.